# Rauch’sches Palais

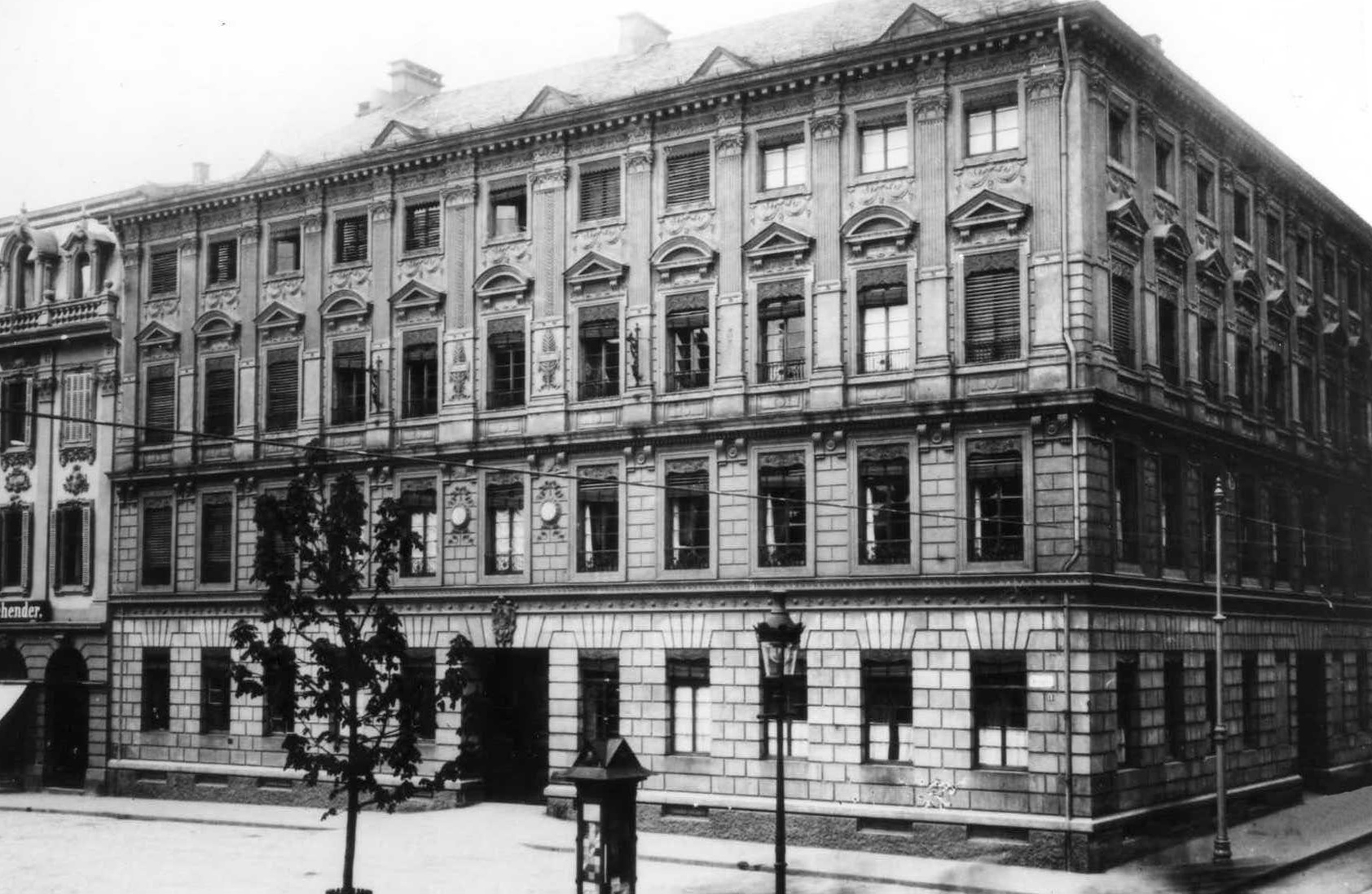
Das Rauch’sche Palais um 1900. Links am Bildrand das Haus Zehender.

Das Rauch’sche Palais in Heilbronn war das größte Gebäude am Heilbronner Marktplatz und das bedeutendste Beispiel des Klassizismus in der Stadt. Das 1804 bis 1808 erbaute Palais wurde in den Jahren 1877–1878 im Stil der Renaissance von Robert von Reinhardt restauriert, 1907 nochmals umgebaut und im Zweiten Weltkrieg zerstört.

## Geschichte

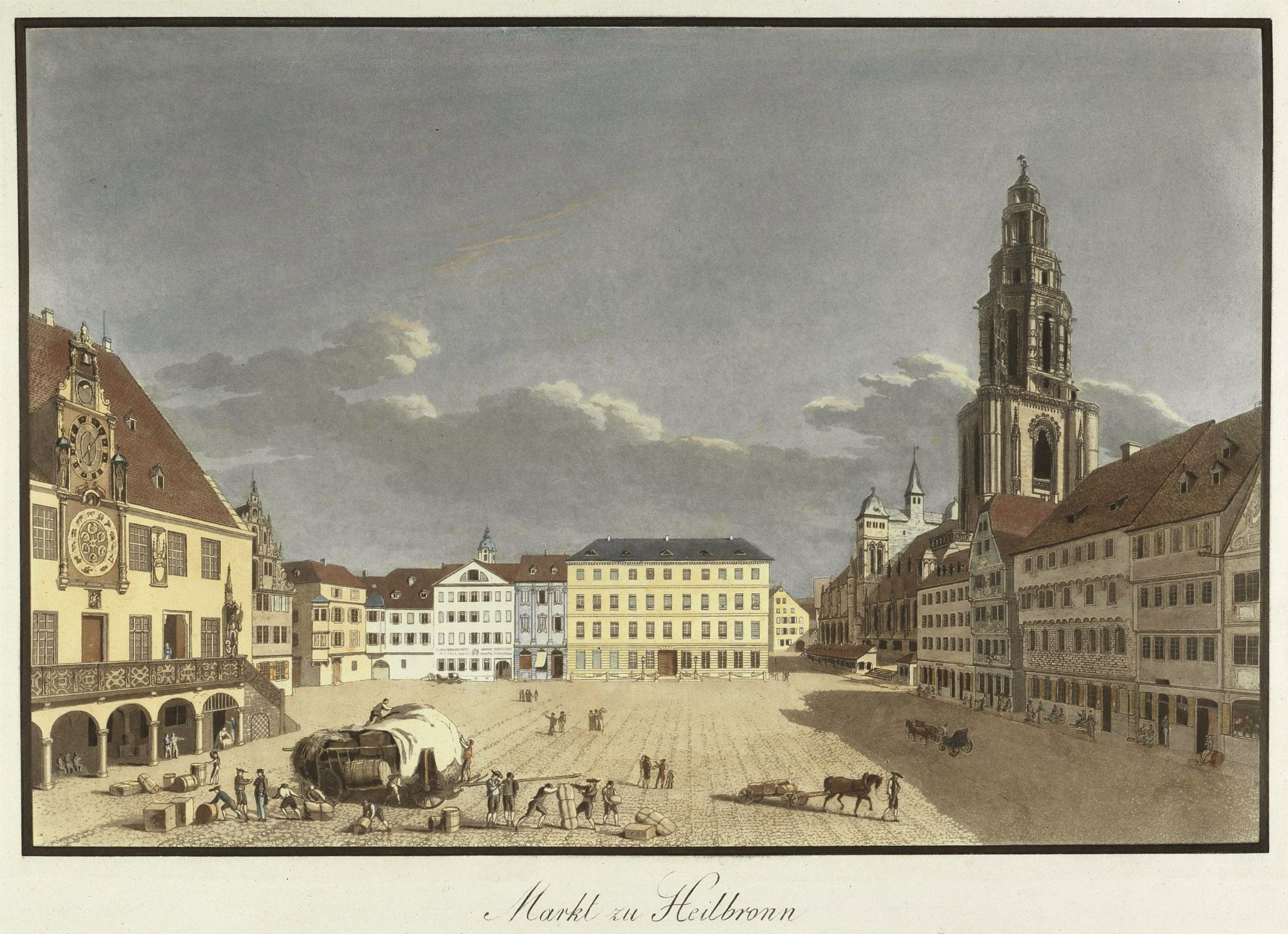
Der Heilbronner Marktplatz um 1820 mit Blick auf das Rauch’sche Palais in der Bildmitte. Links am Bildrand das Heilbronner Rathaus, rechts der Turm der Kilianskirche. Aquatinta von Carl Dörr.

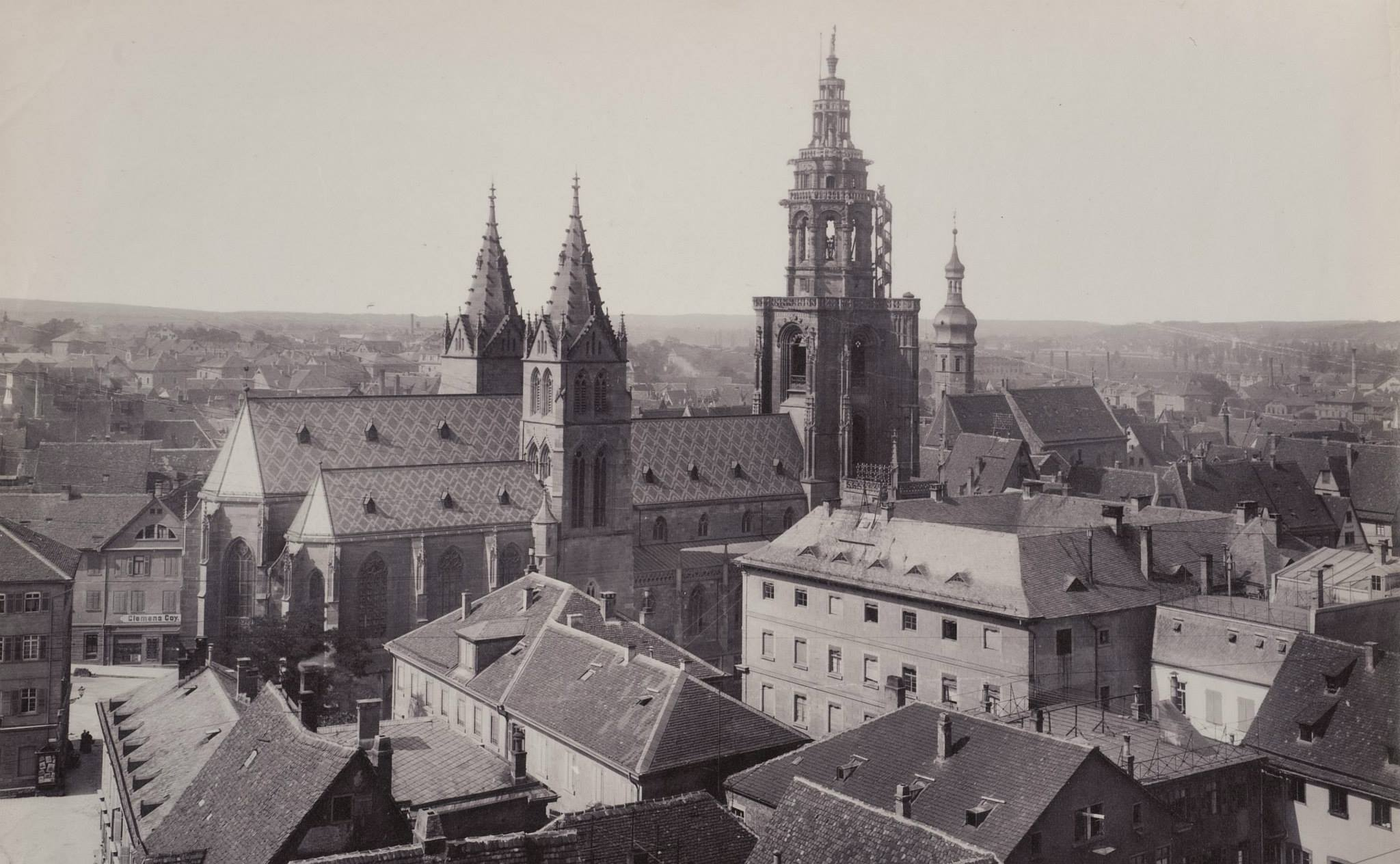
Die Rückseite des Rauch’schen Palais (das hohe Haus mit Innenhof rechts von der Kilianskirche) um 1895

Die Brüder Christian von Rauch (1752–1808) und Johann Moriz von Rauch (1754–1819) betrieben um 1800 einen Kolonialwaren-Großhandel im Späth'schen Haus am Heilbronner Marktplatz (an der östlichen Ecke zur Kasernengasse). Sie profitierten vom allgemeinen wirtschaftlichen Aufschwung jener Zeit und zogen mit ihrem Geschäft um in ein aus der Konkursmasse der Familie Bianchi stammendes Gebäude in der Rosengasse 13 (spätere Rosenapotheke). Als die Brüder im Frühjahr 1803 das Vermögen zweier kurz hintereinander gestorbenen Onkel aus der Familie Becht erbten, gründeten sie an der Allee 39 die Rauch'sche Ökonomieverwaltung und begannen sich nach einem geeigneten Wohn- und Geschäftsgebäude zur Zusammenlegung all ihrer Unternehmungen umzuschauen. Das einzige Gebäude, das groß genug für ihre Zwecke schien, war das seit 1795 leerstehende Waisen-, Zucht- und Arbeitshaus vor dem Sülmer Tor. Johann Moriz von Rauch nahm im Frühjahr 1803 Verhandlungen mit der Stadt Heilbronn auf, aber wegen der unsicheren Lage außerhalb der Stadtmauern und den vielen, stets das Gebäude passierenden Leichenzügen zum Heilbronner Friedhof verloren sie das Interesse an dem städtischen Gebäude und entschlossen sich stattdessen zu einem Neubau innerhalb der Stadt.
Für ihr Bauvorhaben erwarben die Brüder im August 1803 das Haus des Assessors Krausser an der Südostecke des Marktplatzes (Nr. 462), das erst 1786 durch den Umbau des ehemaligen Gasthofs Zum Reichsadler und seiner beiden Nebengebäude entstanden war. Die Brüder erwarben außerdem die sich östlich an den Krausser-Bau anschließenden Häuser Allich und Neunhöfer (Nrn. 460 und 461) und ließen alle drei Gebäude abreißen, um einen großen Bauplatz zu gewinnen.
Die ersten Pläne für den Neubau erstellte der französische Architekt Nicolas Alexandre Salins de Montfort, der seit der französischen Revolution in Frankfurt am Main lebte. Die Pläne wurden dann nach den Wünschen der Bauherren von dem württembergischen Landbaumeister Johann Jakob Atzel umgearbeitet und fertiggestellt. Das Gebäude sollte als Stammhaus des Handelsunternehmens sowie als Wohnhaus der Familien der Erbauer dienen. Der Bau begann 1804 und war 1808 abgeschlossen, das Gebäude wurde aber schon 1807 während der Bauzeit bezogen. Das Palais im Stil des Klassizismus hatte vier Stockwerke, seine Fassade war in elf Achsen gegliedert. Die Inneneinrichtung des Hauses entwarf Gottlob Georg Barth, an ihrer Ausführung beteiligten sich Künstler wie Viktor Heideloff und der Stuttgarter Galeriedirektor Johann Baptist Seele. Die gesamten Baukosten betrugen 216.000 Gulden.
Nach Fertigstellung des Gebäudes verkauften die Brüder Rauch einen großen Teil der bisher genutzten Immobilien. Unter anderem kam so das vorherige Geschäftsgebäude an der Rosengasse 13 an Apotheker Mayer, den Vater von Robert Mayer. Ab 1811 erbaute Johann Moriz von Rauch dann noch ein repräsentatives  Sommerhaus im Südosten der Stadt.

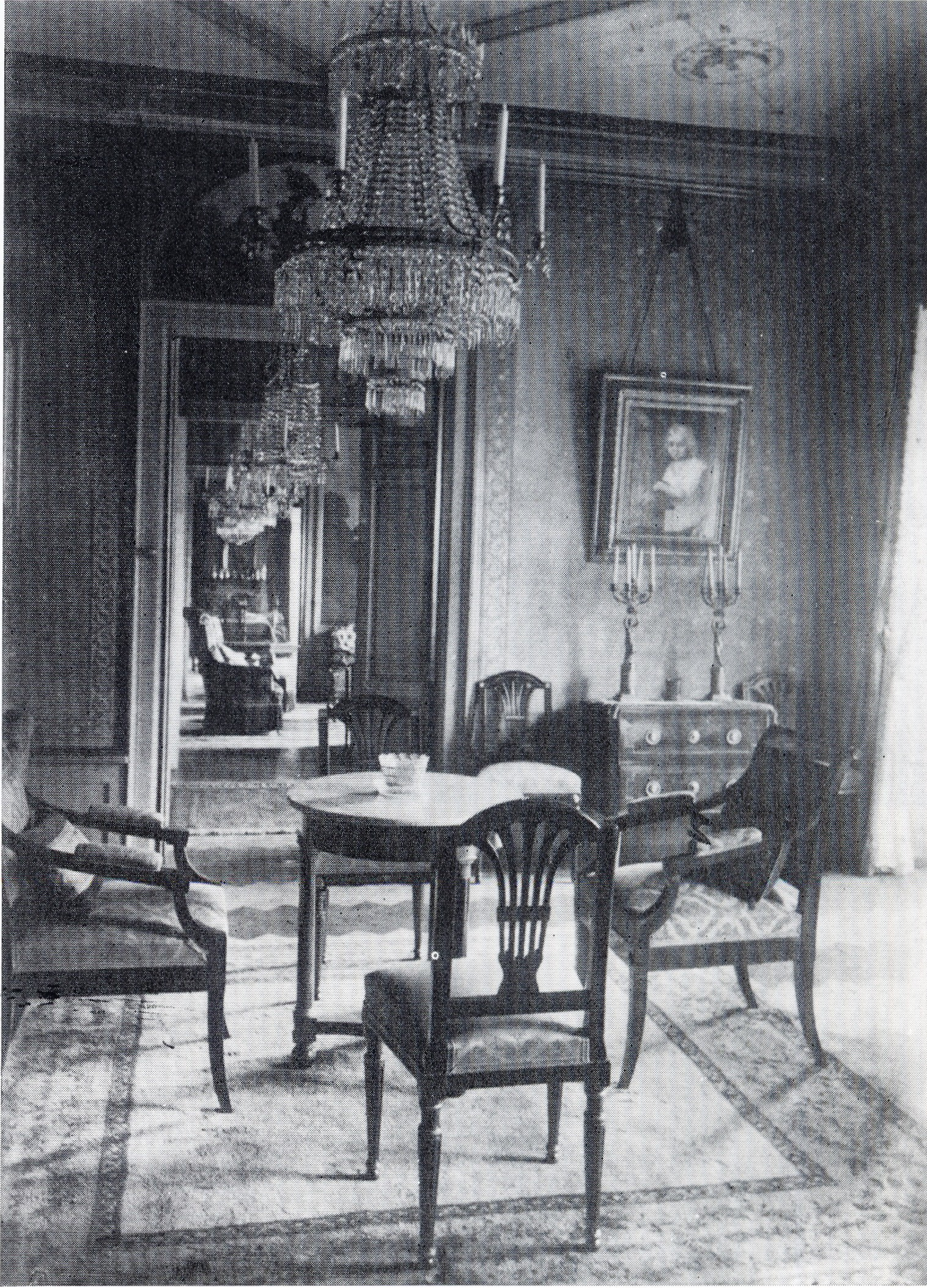
Innenraum

Das große und repräsentative neue Gebäude am Marktplatz wurde nicht nur von der Familie Rauch genutzt, sondern diente auch der Unterbringung von Honoratioren. Nach dem Tod von Christian Rauch 1809 wurde dessen daraufhin leerstehender zweiter Stock an Prinzessin Albertine von Württemberg, geb. von Schwarzburg-Sondershausen (1771–1829), bewohnt, die sich während der Kriegszeiten in ihrem Bönnigheimer Wohnsitz nicht mehr sicher fühlte. 1812 bezog der württembergische Kronprinz Friedrich Wilhelm mit seinem Stab vor dem Russlandfeldzug Quartier im Rauch'schen Palais. 1813 war Michael Andreas Barclay de Tolly dort einquartiert, 1814 wieder der württembergische Kronprinz. Im Juni 1815 gastierte der russische Zar Alexander I. im Hause Rauch, wo ihn die Freifrau Juliane von Krüdener von der Heiligen Allianz überzeugte.
Nach dem Tod von Johann Moriz von Rauch 1819 ging das Haus an dessen Söhne Moriz von Rauch (1794–1849) und Adolf von Rauch (1798–1882) über. Diese orientierten sich während der Kontinentalsperre vom Kolonialwaren-Großhandel zur Papierfabrikation um und konnten dadurch den Besitzstand wahren.
Zum Herbstmanöver des 8. Bundesarmeekorps 1840 war der frühere Kronprinz Friedrich Wilhelm nun als württembergischer König Wilhelm I. erneut mit seinem Gefolge zu Gast im Hause Rauch. 1859 beherbergte man auch dessen Schwiegersohn Herrmann von Sachsen-Weimar-Eisenach.
1877 wurde das Palais im Stil der Renaissance von Robert von Reinhardt umgebaut, wodurch die Außenfassade zwar gewann, im Inneren aber viel verloren ging. Ein neuerlicher Umbau erfolgte unter dem nunmaligen Besitzer Moriz von Rauch (1868–1928) im Jahr 1907, als zur Kaiserstraße hin drei Ladengeschäfte in das Erdgeschoss eingebaut wurden, darunter das des Juweliers Ludwig Kaempff. Bei den Umbauten 1907 wurde ein Teil der 1877 verschandelten Empire-Einrichtung wiederhergestellt.

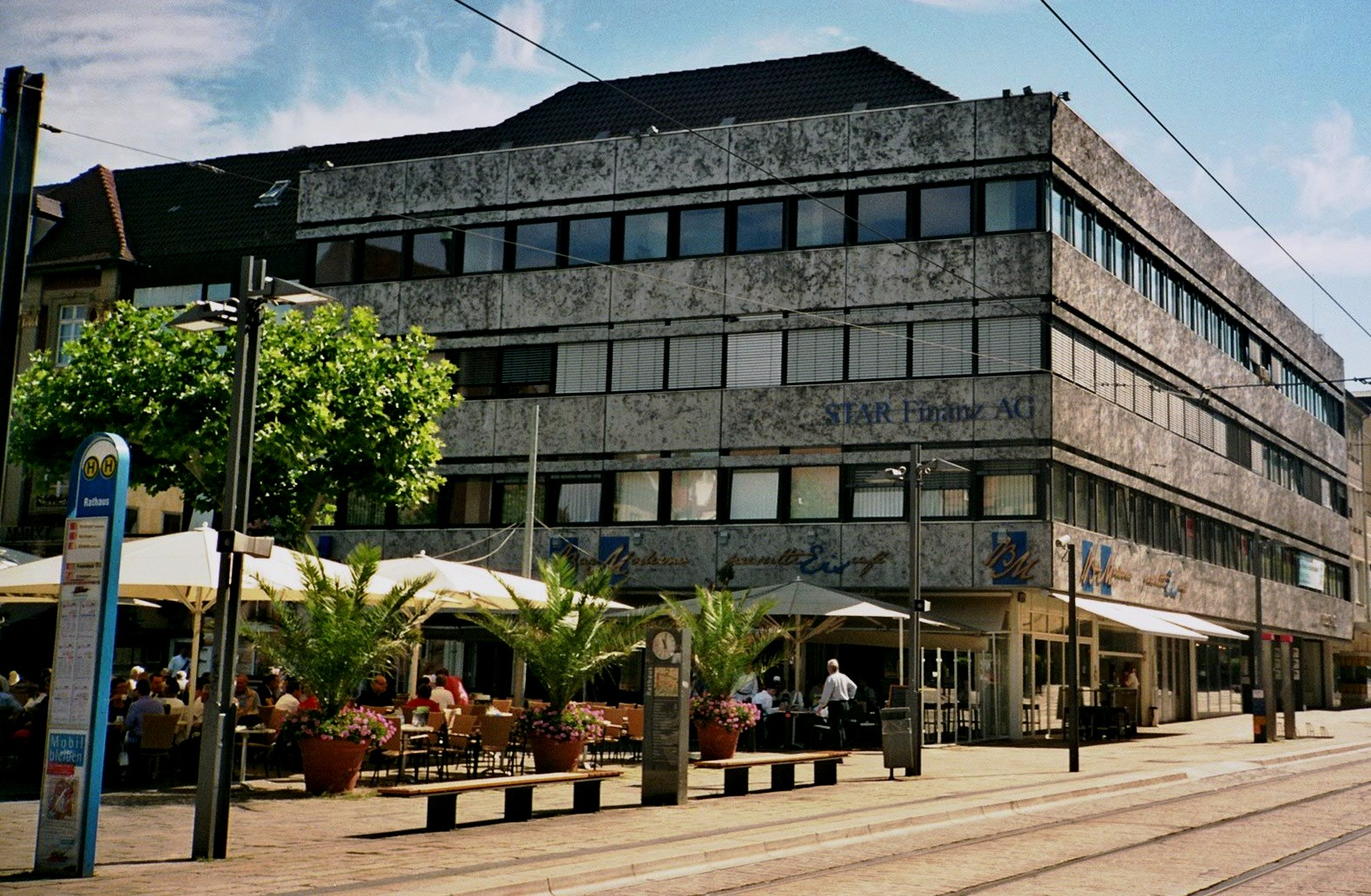
An der Stelle des Rauch’schen Palais am Marktplatz 13 befindet sich heute das nach Entwürfen von Alexander Kemper erbaute LASPA-Haus (Landessparkasse)

Während des Luftkriegs im Zweiten Weltkrieg wurde der Keller des Gebäudes zum Luftschutzraum für die Besucher der benachbarten Kilianskirche, für Besucher der Filmbühne neben der Sicherer'schen Apotheke und Kunden der umliegenden Geschäfte ausgebaut. Das Haus wurde beim Luftangriff vom 10. September 1944 schwer beschädigt. Der Dachstuhl und das oberste Stockwerk brannten aus, die darunterliegenden Räume wurden von Löschwasser beschädigt. Kaum war ein Notdach über dem Gebäude aufgespannt, erfolgte der Luftangriff vom 4. Dezember 1944, bei dem das Gebäude bis auf seine Grundmauern zerstört wurde. Während viele andere Schutzräume in der Innenstadt zur tödlichen Falle für hunderte von Schutzsuchenden wurden, gelang allen Personen im Schutzraumes unter dem Rauch-Palais bis auf zwei der rechtzeitige Ausstieg, bevor der Feuersturm alles Leben in der Altstadt erstickte.
In der Nachkriegszeit sahen Pläne des Stadtplaners Volkart die Rekonstruktion des Palais vor. Trotzdem wurden am 26. Februar 1948 die Innenmauern und am 1. September 1948 die erhalten gebliebene Fassade am Marktplatz abgebrochen. In der ersten Oktoberwoche 1948 wurde mit dem Bau eines eingeschossigen Ladenbaus für mehrere Geschäfte begonnen. Dies erfolgte durch die Firma Ensel. Dazu wurde eine Ladenbaugesellschaft gegründet mit dem Kaufmann Walter Glück als Geschäftsführer. Finanziert wurde diese Vorhaben durch einen Treuhänder, Alfred Freudenberger. Noch am 5. November wurde am Ladengebäude gebaut, bevor am 14. Dezember 1948 Richtfest gefeiert werden konnte. Die Räume der weiträumigen Ladenbauten auf dem Gelände des früheren Rauch’schen Palais wurden später vom Stoffhaus Model genutzt, dessen Stammhaus in der Sülmerstraße 39 bis 1951 wiederaufgebaut wurde. Ende 1968 wurden auch die Ladenbauten endgültig abgerissen.
In „großstädtischer Bauweise“ wurde an der Stelle des Rauch’schen Palais im Jahr 1972 das heutige LASPA-Haus nach Entwürfen des Architekten Alexander Kemper erbaut.

## Beschreibung
Helmut Schmolz und Hubert Weckbach beschreiben das Gebäude wie folgt: 

„Die Westfassade ist neunachsig und durch das Sockelgesims, zwei Gurtgesimse in Höhe der Fußböden des ersten und zweiten Obergeschosses sowie eine Reihe von Dreiecks- und Segmentgiebeln über den Fenstern des 2. Obergeschosses horizontal gegliedert. Unter dem unteren Gurtgesims läuft ein Fries um das Haus, Unter dem oberen (Anmerkung: Gurtgesims) sitzen in den freien Flächen zwischen den Fenstern je zwei miteinanderverbundene Konsolsteine. Im Erdgeschoss und im ersten Obergeschoss ist das in Quadersteinen ausgeführte Mauerwerk betont. Zwischen den Fenstern des zweiten und dritten Obergeschosses sind vom oberen Gurtgesims bis zum Architrav, über den ein Fries läuft, breite, fein gearbeitete, im oberen Teil des Schaftes kannelierte, ionisierende Pilaster aufgeführt, die die obere Haushälfte stark vertikal gliedern und hervorheben. Die Fenster der Obergeschosse sind mit breiter, profilierter Steinwandung einfasst. Auf dem Dach sitzen kleine Dreiecksgauben.“

## Kunstgeschichtliche Bedeutung
Laut Julius Fekete galt das Rauch’sche Palais als „eines der ersten bedeutenden Gesamtkunstwerke des Klassizismus in Württemberg“:

„Der Klassizismus des 19 Jhs. begann mit Innenausstattungen. […] Auf dem Gebiet des Profanbaus war dagegen Heilbronn führend. Bereits zu Beginn des 19. Jhs. dokumentierten mehrere herrschaftliche Wohnbauten die wirtschaftliche Prosperität der Stadt, so z. B. das 1804–07 am Marktplatz nach Entwürfen des Pariser Architekten N.A. de Salins de Montfort gebaute Rauchsche Palais […] Das Rauchsche Palais war eines der ersten bedeutenden Gesamtkunstwerke des Klassizismus in Württemberg, den Innenausbau von 1807 führte G. G. Barth aus.“